# サムスン電子ジャパン
サムスン電子ジャパン株式会社（サムスンでんしジャパン、英: Samsung Electronics Japan Co., Ltd.）は、韓国最大の総合家電・電子部品・電子製品メーカーであるサムスン電子のGalaxyブランドのスマートフォンと、ウェアラブルとその周辺機器の輸入、販売を担当している日本法人である。

## 概要
日本では、日本サムスン株式会社が、サムスン電子やコングロマリットであるサムスングループ内の企業の輸出入、およびサムスン関連事業を展開していた。それに加えてサムスン横浜研究所や日本サムスン大阪支店など複数の拠点を展開していた。
2012年に行われた組織改編によって、半導体や液晶パネルといった主要事業を日本サムスンに残し、携帯電話などの完成品は「サムスンテレコムジャパン」より改称したサムスン電子ジャパンに移管した。現在、サムスン電子ジャパンでは、スマートフォンとウェアラブルとその周辺機器(Samsung Galaxy)を販売している。